# 小島清文
小島 清文（こじま きよふみ、1919年〈大正8年〉12月28日 - 2002年〈平成14年〉3月1日）は、日本の反戦運動家。台湾台北市出身。太平洋戦争末期に戦いの最前線であるルソン島での戦闘に参加し、アメリカ軍の前に敗北必至となった際、「生きて慮中の辱（はずかしめ）を受けず」、つまり敵軍の捕虜になるくらいなら死を選べとの日本軍の心得「戦陣訓」が絶対視された戦中において、敢えて投降の道を選んだ。戦後、後世に自分たちと同じ思いをさせず、戦争のない世界を作るために不戦と平和のために献身した。

## 経歴

### 戦地での体験
慶應義塾大学経済学部を卒業後、太平洋戦争の戦局悪化の最中、海軍兵科予備学生隊を経て少尉に任官した。戦艦大和の暗号士として暗号電信解読の任務についていたが、1944年（昭和19年）12月、ルソン島での陸上勤務を命じられた。同島赴任後の翌1945年（昭和20年）、戦死した小隊長の後任に急遽任命され、実戦経験皆無、しかも海軍にもかかわらず陸戦の最前線に投入された。
当時の同島では、日本軍はアメリカ軍の前に圧倒的に不利の状況にあった。小島たちの隊も例外ではなく、過酷な特攻を何度も命じられた末に敗走を強いられ、島内を彷徨した。島内は兵たちの死体が連なり、敗残兵たちが物資を奪い合って同士討ちをするような悲惨な状態であった。小島たちも次第に物資も体力も消耗し、敗走の道も敵軍に断たれ、餓死を待つばかりとなった。消耗が激しいことから足手まといにならないよう、自決する兵すらいた。
2か月間にわたる彷徨の末、小島はついに投降を決断した。後の自著において小島は投降の決断理由を、部下の命を救うことが目的と述べており、また、かつて暗号士として極秘情報を扱っていたために日本が敗戦必至と理解していたこと、本来は投降者は軍法会議にかけられるが、日本が敗戦すれば軍法会議もなくなると見ていたとも述べている。また、小島は学生時代にアメリカのことをよく学んでいたため、「鬼畜米英」のような悪感情がなかったこと、学校でも教師に盲従するような優等生ではなかったこと、父が自由主義であったために国家を絶対視していなかったこと、自分たちに理不尽な命令を下す上官たちへの不信なども投降の理由として分析されている。
こうした小島の決意は、前述のように戦陣訓が絶対視された日本軍においては異端であった。それまで小島に従っていた兵たちの多くは、投降よりむしろ自決の道を選んだが、数名の兵たちは小島を信じて彼に同行。1945年4月13日、小島たちは白旗を掲げてアメリカ軍に投降した。
アメリカ軍の捕虜となった小島は、捕虜収容所の責任者であるアメリカ軍情報将校オーテス・ケーリ中尉と出逢い、彼の勧めで終戦促進運動に参加した。戦争の長期化による犠牲者増加を防ぐべく、収容所内でアメリカから日本への投降勧告の翻訳、投稿勧告ビラの製作などを行なった。しかしその後、小島の意思に反して戦争は4か月間も続いた。

### 石見タイムズ
終戦後、小島は日本の民主化を実現して二度と戦争を起こさないという大望とともに復員し、母の疎開先である島根県浜田市に転居した。父が石見印刷株式会社を経営して小さな新聞を刊行していたことや、かつてオーテス・ケーリが当時の日本を分析し、新しい新聞を作るべきと語っていたことから、小島は一念発起。戦後に復職予定であった横浜正金銀行に辞表を提出し、石見印刷の専務取締役兼主筆となった。当時の超一流の就職先といわれた同銀行を蹴って地方新聞を始める小島は、父を少なからず驚かせた。
1947年（昭和22年）、石見印刷から『石見タイムズ』が創刊され、小島は編集紙面の責任者を務めた。小島の狙いは、アメリカに倣った民主主義を戦後の日本に根づかせることであり、通常の紙面の雑報などは記者陣に任せ、自らは論説や解説に集中した。また、編集の紙面と事業を合わせた企画として、ドレスメーカー山陰女学院の創立、同校の英語学部・商学部の開設、石見地区の都市対抗野球大会の開催、盆踊り大会の開催などで成功をおさめた。1950年（昭和25年）にはこうした事業が販売部数の拡大に繋がることで実売部数7000部を達成し、進駐軍からは「理想的なタウン情報誌」と称賛された。
1953年（昭和28年）、小島は同紙で是非書きたかったテーマとして、自身の投降劇を『反逆者は誰か』と題して連載開始した。しかし当時は未だ、戦地から父や息子の帰還を待つ家が多かったため、投降者としての自分の名は伏せ、「高田清」のペンネームを用いた。この連載は翌1954年（昭和29年）まで続いたものの、大きな反響には至らなかった。
小島は1957年（昭和32年）に東京に転居するまで新聞制作に携わった。新聞自体の評価は高かったが、当時の日本はまだ保守的な考えの人々が多く、日本の民主化という当初の目的は、必ずしも成功には至らなかったようである。

### 反戦運動
1979年（昭和54年）、還暦を迎えた小島は沈黙を破り、自分自身の投降劇の体験記として『投降』（図書出版社）を出版した。内容は、前述の新聞連載『反逆者は誰か』の改訂である。出版社がさほど大きくなかったこともあり、反響は少なかったが、こうした執筆活動は後述する反戦活動の礎となった。
1987年（昭和62年）、朝日新聞に投降劇の体験談を投稿し、同紙の同年5月23日号に掲載された。日本の敗戦から40年以上経って明らかになったフィリピン戦線での悲惨さは大きな反響を呼び、その最中に自ら投降した小島の存在は、読者たちに大きな衝撃をもたらした。
元防衛庁官房長・竹岡勝美が小島のこの勇気に感銘したことが契機となり、1988年（昭和63年）、戦地で地獄を見た元兵士たちを中心として「不戦兵士の会」が結成され、小島はその代表に就任した。戦争体験の語り部として全国各地を回り、母校の慶應義塾大学、広島大学、恵泉女学園大学などの大学を始め、高等学校、地方公共団体、教育委員会、宗教団体などで講演を行った。講演予定時間90分のところを、その倍の3時間を超えて熱弁をふるうこともあった。1992年（平成4年）には浜田市へ帰郷、それを機に中国支部を設置した。講演活動は1998年（平成10年）まで続けられ、回数は200回近くに昇ったと見られている。
メディアにおいては、NHKや民放などのテレビに出演した。1991年（平成3年）には、NHKで小島と盟友オーテス・ケーリを主人公とした特集番組『終戦を早めた一枚のビラ』が放映された。1993年（平成5年）には、小島らの戦地での体験を綴った中国放送のラジオ番組『サレンダー 海軍予備中尉小島清文の不戦』が日本民間放送連盟賞の番組部門・ラジオ報道の最優秀賞を受賞した。1995年（平成7年）には『徹子の部屋』に出演し、フィリピン戦線での惨劇を語り、司会の黒柳徹子の涙を誘った。朝日新聞、山陰中央新聞、中国新聞などの終戦記念日特集でも多く取り上げられた。
1996年（平成8年）には、恵泉女学園大学教授・内海愛子の発案による「戦争と平和の歴史コミッション」に応じ、日本人の戦争の記録を聞き取って録音として後世に残す活動への協力を始めた。
1997年（平成9年）には岩波書店の雑誌『世界』9月号の座談会「戦争世代が語る戦争」に参加した。同年にはルソン島での投降劇が、三枝義浩による漫画『語り継がれる戦争の記憶』シリーズの1作『白旗の誓い』として漫画化され、『週刊少年マガジン』（講談社）に掲載された。
1998年（平成10年）には、80歳を目前として体の負担が増したこともあり、浜田市内に私塾「戦争と平和の伝承塾」を結成し、教師や主婦らを相手に自らの体験を語った。

### 晩年
同1998年に胃癌の宣告を受け、闘病生活のために養女（血縁上は妻の姪）の住む神奈川県横浜市に転居した。リハビリで再起を目指していたものの、この頃には講演相手の世代交代に伴い、講演先の学校の教員ですら、戦争体験に手応えを示さないことが次第に多くなった。
2001年（平成13年）には東京都で「小島さんを励ます会」が開催され、旧友、戦友、戦争問題に関する大学教授、テレビや新聞などの記者陣も出席した。一同にとっては小島の生前葬であり、小島自身もそう語った。
翌2002年（平成14年）3月1日、急性呼吸不全により満82歳で死去した。戒名は「誓願院不戦清文居士」。かつての投降時に生涯の不戦を誓った小島が、晩年に自ら考えた戒名である。

## 著作
- 『栗田艦隊』図書出版社、1979年3月。 NCID BA3082003X。
- 『投降』図書出版社、1979年9月。 NCID BN10271032。
- 『守るべき国家とは何か 戦場に地獄を見た男』昭和出版〈不戦文庫〉、1992年5月。 NCID BA65338924。
- 『投降 比島血戦とハワイ収容所』光人社〈光人社NF文庫〉、2008年8月（原著1979年）。ISBN 978-4-7698-2578-4。